# Artocarpus odoratissimus
L'Artocarpus odoratissimus és una espècie de planta amb flors del gènere Artocarpus dins la família de les moràcies nativa de l'illa de Borneo que ha estat introduïda a les Filipines.

## Descripció
És un arbre que fa fruits comenstibles que pot arribar a mesurar fins a 35 m d'alçada. Les seves fulles són lobulades i poden mesurar entre 15 i 50 cm de llargada i 10 i 30 cm d'amplada.

## Taxonomia
Aquest tàxon va ser publicat per primer cop l'any 1837 a l'obra Flora de Filipinas: Segun el sistema sexual de Linneo de Manuel Blanco Ramos.

### Sinònims
Els següents noms científics són sinònims d'Artocarpus odoratissimus:
- Artocarpus mutabilis Becc.
- Artocarpus tarap Becc.